# Большая улица (Москва)
Больша́я у́лица — улица в районе Нагатинский Затон Южного административного округа города Москвы на территории парка Коломенское. Проходит от улицы Новинки до проспекта Андропова.

## История
Улица известна с XVI века. Являлась главной улицей бывшего подмосковного села Коломенского.
До включения Коломенского в состав Москвы улица была более протяжённой, начинаясь приблизительно от современной Судостроительной улицы. Улица по мосту пересекала реку Жужу. Этот участок был застроен в 1960-е годы.

## Описание
По улице ограничено автомобильное движение, она вымощена брусчаткой.
С восточной стороны к Большой улице примыкает улица Жужа, с западной — Штатная улица. От примыкания улицы к проезду Андропова начинается Коломенский проезд.
В основном застройка, имеющая номера по Большой улице, сохранилась от бывшего села Коломенское. Вдоль улицы также находятся различные парковые и музейные постройки, имеющие адреса по проспекту Андропова.

## Здания и сооружения

### Нечётная сторона
- Дом 59 — бывший частный дом села Коломенское.
- Дом 91 — конюшни конной полиции.
- Дом 91, строение 2 — гараж музея.
- Дом 131
- Дом 133

Также вдоль нечётной стороны улицы расположен этнографический центр музея «Коломенское» (усадьба кузнеца, усадьба резчика по дереву, усадьба крестьянина) и остатки Государева Кормового двора.

### Чётная сторона
- Дом 84 — музейный комплекс «Усадьба Гробовых». Усадьба зажиточных крестьян Гробовых, построенная в начале XX века[3].
- Дом 84, строение 3 — гостиница «Коломенское».
- Дом 128 — здание полиции и служб охраны, построено в 1951 году.

## Транспорт
Вблизи начала улицы расположена станция метро «Коломенская». Также до улицы можно добраться от станции метро «Кленовый бульвар». Вблизи окончания улицы имеется остановка «Музей „Коломенское“» автобусов 220, 299, 608, 901, т67, следующих по проспекту Андропова.